# Maksymilian Granieczny
Maksymilian Granieczny (ur. 7 lipca 2005 w Czernicy) – polski siatkarz, grający na pozycji libero.
Tata Maksymiliana grał amatorsko w siatkówkę. Jego starszy brat Beniamin poszedł do klasy sportowej i grał w siatkówkę. W sezonie 2025/2026 będzie zawodnikiem PlusLigowego zespołu Jastrzębski Węgiel.
Kiedy miał 5 lat zaczął trenować gimnastykę sportową w Radlinie, gdzie prezesem klubu był ojciec Leszka Blanika. W tym czasie, m.in. jego trenerem właśnie był Leszek Blanik. Na obiekcie gimnastycznym im. Leszka Blanika w Radlinie 12 maja 2012 roku odbył się Turniej Gimnastyczny o Puchar Burmistrza Radlina. W wieloboju gimnastycznym młodzików zajął 2 miejsce. Za sprawą ojca zaczął interesować się siatkówką. Tata Maksa od podstawówki grał w siatkówkę. Później jego mama Alicja wraz z jego ojcem amatorsko grali ze znajomymi. W wieku 9 lat zaczął trenować siatkówkę. Jego pierwszym trenerem była Małgorzata Łosek. Jako 15-latek 24 września 2020 roku zadebiutował w rozgrywkach Ligi Mistrzów w kwalifikacjach do fazy grupowej w meczu z holenderskim klubem Draisma Dynamo Apeldoorn i 1 listopada 2020 roku w rozegranym awansem meczu 21. kolejki PlusLigi (2020/2021) z Treflem Gdańsk miał swój debiut na parkietach PlusLigi.
30 maja 2025 roku zadebiutował w kadrze narodowej Polski w turnieju towarzyskim Silesia Cup w meczu z reprezentacją Bułgarii.
W pierwszym rozegranym meczu w Lidze Narodów 2025 w meczu z reprezentacją Holandii przyjmował piłkę na 56%, taki sam wynik powtórzył w meczu z Serbią. W 2 tygodniu zmagań w meczach w Hoffman Estates w Stanach Zjednoczonych w meczu z Włochami przyjmował piłkę na 38%. Lepiej już sobie radził w przyjęciu z gospodarzem turnieju z kadrą narodową Stanów Zjednoczonych, gdzie jego przyjęcie wynosiło 67%.

## Sukcesy klubowe
Mistrzostwa Polski Młodzików:
- 2019[16], 2020[17]

Mistrzostwa Polski Kadetów:
- 2020[18]
- 2021[19], 2022[20]

Mistrzostwa Śląska Juniorów:
- 2022[21]

Mistrzostwa Polski Juniorów:
- 2022[22]
- 2023[23]

Superpuchar Polski:
- 2022[24]

Mistrzostwo Polski:
- 2023[25]

Liga Mistrzów:
- 2023[26]

## Sukcesy reprezentacyjne
Mistrzostwa Europy U-17:
- 2021[27]

Mistrzostwa Europy Kadetów:
- 8. miejsce 2022[28]

Mistrzostwa Europy U-22:
- 2024[29]

Mistrzostwa Europy Juniorów:
- 8. miejsce 2024

Liga Narodów:
- 2025[30]

## Nagrody indywidualne
- 2019: Najlepszy libero Mistrzostw Polski Młodzików[31]
- 2020: Najlepszy libero Mistrzostw Polski Młodzików[32]
- 2021: Najlepszy libero Mistrzostw Polski Kadetów[33]
- 2021: Najlepszy libero Mistrzostw Europy U-17[34]
- 2022: Najlepszy libero Mistrzostw Polski Kadetów[35]